# Динамо (футбольный клуб, Ростов-на-Дону)
«Динамо» — футбольный клуб из Ростова-на-Дону.

## История
В 1938 году выступал в показательных соревнованиях команд мастеров, как тогда назывался высший дивизион чемпионата СССР по футболу. Последний раз в чемпионате СССР выступал в 1949 году (вторая группа, I зона РСФСР), где занял 1 место. В финальном турнире победителей зон второй группы занял 6 место из 7, после чего прекратил своё существование в связи с массовым сокращением «Динамо» по всему Союзу.
В 2008 году команда восстановлена на чемпионате Ростовской области.
В сезоне 2012/13 клуб выступал в Первенстве России среди любительских футбольных клубов как сборная Ростовской области и занял 1-е место в зоне ЮФО/СКФО, получив право на следующий год выступить во втором дивизионе.
В 2014 году принимали участие в корпоративной VIP-лиге и заняли 1 место.

## Тренеры
- Леопольд Григорьевич Лужинский (1937)
- Александр Щелчков (1939)
- Александр Щелчков (1947—1950)
- Пётр Щербатенко (1951—1952)
- Василий Карцев (1956)
- Виктор Владимирович Безрученко (1979—2004)
- Михаил Ромикович Арутюнян (2007, …)
- Владимир Александрович Лимарев (2008—2010)
- Артур Григорьевич Недогарский (2012—2013)

## Соревнования
| Год       | Соревнование                                            | Место | И  | В  | Н | П  | РМ    | Тренер                    | Примечания                                                                                   |
| --------- | ------------------------------------------------------- | ----- | -- | -- | - | -- | ----- | ------------------------- | -------------------------------------------------------------------------------------------- |
| 1936(в)   | Группа «В»                                              | 1     | 7  | 5  | 1 | 1  | 19:12 | -                         | -                                                                                            |
| 1936(о)   | Группа «Б»                                              | 5     | 7  | 3  | 0 | 4  | 13:18 | -                         | -                                                                                            |
| 1937      | Группа «Б»                                              | 2     | 12 | 6  | 2 | 4  | 19:14 | -                         | -                                                                                            |
| 1938      | Группа «А»                                              | 18    | 25 | 7  | 6 | 12 | 39:43 | -                         | -                                                                                            |
| 1939      | Группа «Б»                                              | 3     | 22 | 11 | 7 | 4  | 43:28 | -                         | -                                                                                            |
| 1946      | 2 группа. Юг                                            | 6     | 18 | 6  | 5 | 7  | 40:33 | Василий Карцев[уточнить]  | -                                                                                            |
| 1947      | 2 группа. Закавказье                                    | 6     | 14 | 5  | 3 | 6  | 19-20 | Василий Карцев[уточнить]  | -                                                                                            |
| 1948      | 2 группа. Юг                                            | 6     | 18 | 6  | 5 | 7  | 40:33 | Василий Карцев[уточнить]  | Вылетел во вторую группу, первую зону РСФСР                                                  |
| 1949      | Вторая группа, I зона РСФСР                             | 1     | 20 | 15 | 4 | 1  | 64:13 | Василий Карцев[уточнить]  | В финальном турнире победителей зон второй группы занял 6 место из 7, команду расформировали |
| 2008      | Региональная лига, зона ЮГ                              | 4     | -  | -  | - | -  | -     | Владимир Лимарев          | -                                                                                            |
| 2009      | Региональная лига, зона ЮГ                              | 4     | -  | -  | - | -  | -     | Владимир Лимарев          | -                                                                                            |
| 2010      | Региональная лига, зона ЮГ                              | 1     | -  | -  | - | -  | -     | Владимир Лимарев          | Вышли в областную лигу                                                                       |
| 2011      | Кубок Ростовской области среди юношей 1995 г.р.         | 2     | -  | -  | - | -  | -     | Михаил Ромикович Арутюнян | -                                                                                            |
| 2012/2013 | Третий дивизион, зона ЮФО/СКФО                          | 1     | 12 | 10 | 0 | 2  | 41:11 | Артур Недогарский         | Вышли во второй дивизион                                                                     |
| 2015/2016 | Первенство Ростовской области среди подростков 2002 г.р | 1     | 8  | 8  | 0 | 0  | 41-3  | Михаил Ромикович Арутюнян | Попадание в финальную часть                                                                  |